# 젤로스
젤로스(그리스어: Ζῆλος)는 그리스 신화의 신이다. 모방, 라이벌, 선망, 질투심을 내재하고 있다. '부러워하다', '시기하다'는 뜻의 영어 zeal이 이 이름에서 기원한다.